# Deforestación en Borneo

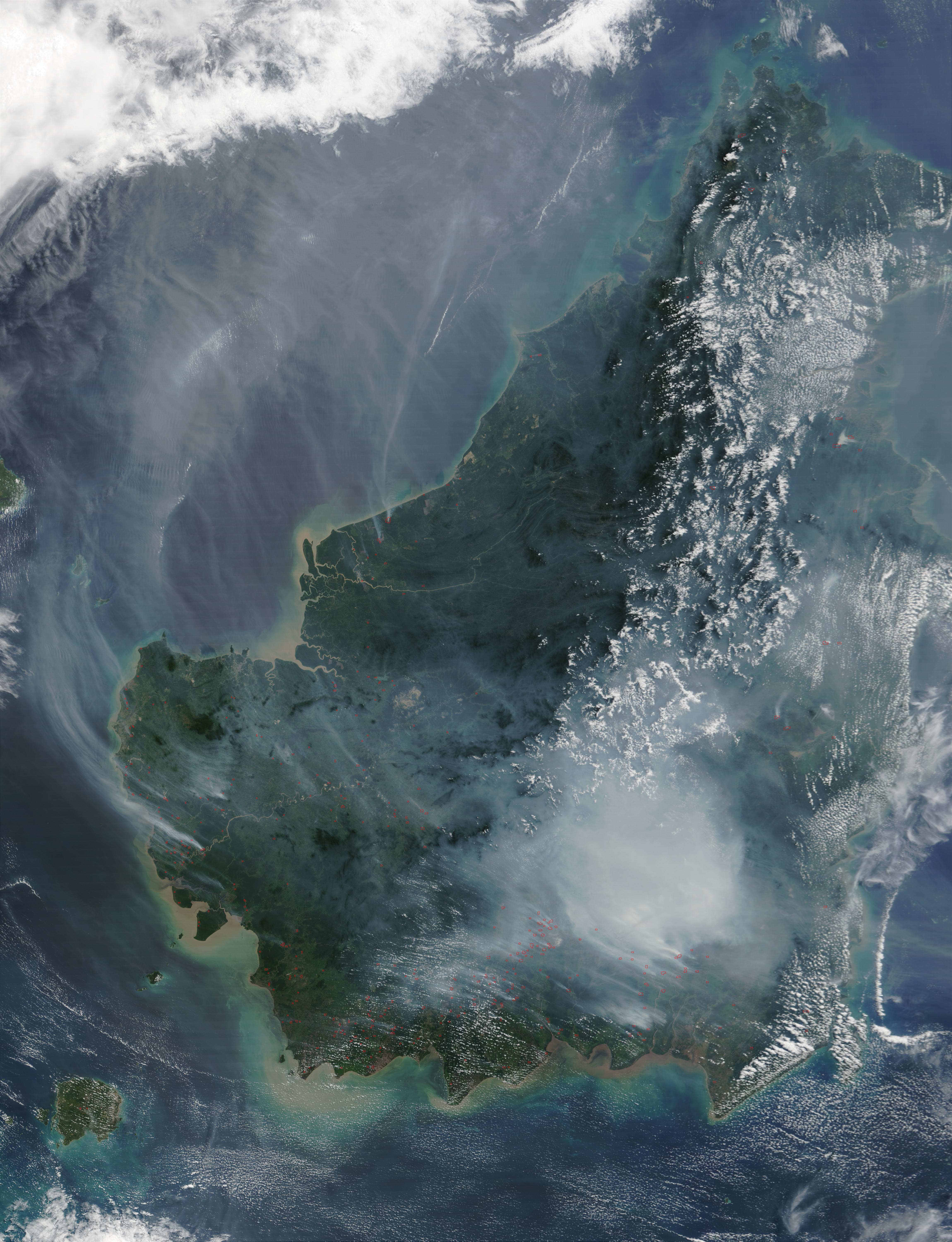
Una imagen de satélite de la isla de Borneo del 19 de agosto de 2002, mostrando el humo de bosques de turba incendiados.

Borneo, la tercera isla en extensión del mundo, dividida entre los estados de Indonesia, Malasia y Brunéi, estuvo en el pasado cubierta por densa pluvisilvas pero lo mismo que ocurre con su tierra baja tropical y los bosques de altura, ha sufrido una amplia deforestación desde los años sesenta, conforme las economías autóctonas de la región experimentaron una rápida industrialización. En la década de los ochenta y los noventa los bosques de Borneo pasaron por una profunda transición. Fueron nivelados a un ritmo sin parangón en la historia humana, quemados, talados y despejados, y en general transformados en tierra agrícola, o plantaciones de aceite de palma. La mitad del comercio global anual de madera tropical procede actualmente de Borneo. Más aún, las plantaciones de aceite de palma están afectando a los últimos restos de pluvisilva primigenia. Se calcula que para el año 2022 se habrá destruido el 98 % de los bosques de Indonesia, principalmente debido a la tala ilegal, las plantaciones de palma para obtener aceite y los incendios forestales. La cubierta forestal presente en el arco de deforestación de la isla de Borneo (dividida entre Indonesia, Malasia, Brunéi) podría reducirse a menos de la cuarta parte de su superficie original antes del 2020, de mantenerse las tendencias actuales.
El World Wildlife Fund divide Borneo en una serie de ecorregiones diferenciadas, incluyendo las pluvisilvas de llanura de Borneo que cubre la mayor parte de la isla, con una superficie de 427 500 km², los bosques de turba pantanosos de Borneo, el Kerangas o bosques de brezo de Sondalandia, los bosques pantanosos de agua dulce del Suroeste de Borneo, y los manglares de la Plataforma de la Sonda. Las pluvisilvas montanas de Borneo quedan en las tierras altas del centro de la isla, por encima de los mil metros de altitud. Estas zonas representan el hábitat de muchas especies en peligro de extinción, como los orangutanes y elefantes y otros raros endemismos como la esquiva civeta de las palmeras de Hose.
Además de la importancia de Borneo en la conservación de la biodiversidad y como reserva de carbono, los bosques son significativos para la seguridad del agua de pueblos indígenas.

## Borneo malayo

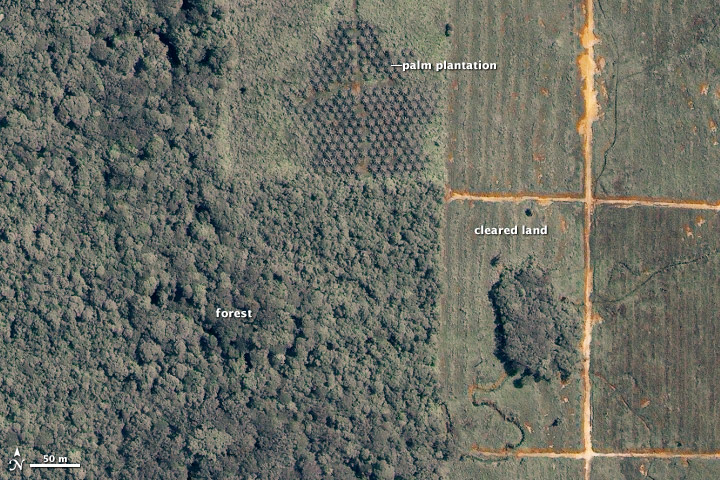
Imagen de satélite de pluvisilva convertida en plantaciones de aceite de palma.

Los estados malayos de Sarawak y Sabah (Malasia Oriental), en el norte, ocupan alrededor del 26 % de la isla. La zona boscosa aquí ha disminuido rápidamente debido a la intensa tala para la industria malaya de madera contrachapada. Dos investigadores forestales del Centro de investigación Sepilok, Sandakan, Sabah a principios de los años ochenta identificaron cuatro especies de madera dura de crecimiento rápido y un avance en la recolección de semillas y en el manejo de Acacia mangium y Gmelina arborea, árboles tropicales de rápido crecimiento plantados en una amplia zona de las áreas anteriormente taladas y deforestadas en la parte septentrional de la isla de Borneo.
Los pueblos indígenas de Malasia han visto sus bosques ancestrales afectados por la tala sin su consentimiento. Han usado manifestaciones pacíficas e incidencia política a través de los medios de comunicación para incrementar la concienciación de sus derechos al bosque, con cierto éxito. Las preguntas de cómo y por qué las licencias de tala se concedieron sin el consentimiento de estas comunidades, no se han respondido.
La pluvisilva se ha visto también destruida en gran medida por los incendios forestales de 1997 a 1998, que empezaron los habitantes locales para "limpiar" los bosques para crear tierra agrícola y perpetuados por una temporada de El Niño excepcionalmente seca en aquella época. Durante el gran incendio, los puntos calientes se veían claramente en las imágenes de satélite y la calina así creada afectó a los países de Brunéi, Malasia, Indonesia y Singapur. En febrero de 2008, el gobierno malayo anunció el plan Corredor Sarawak de energía renovable para cosechar las tierras interiores, vírgenes, de Borneo septentrional. Se anticipa una mayor deforestación y destrucción de la biodiversidad a la vista de las comisiones de talado, presas hidroeléctricas y la explotación de otros minerales y recursos.

## Borneo indonesio

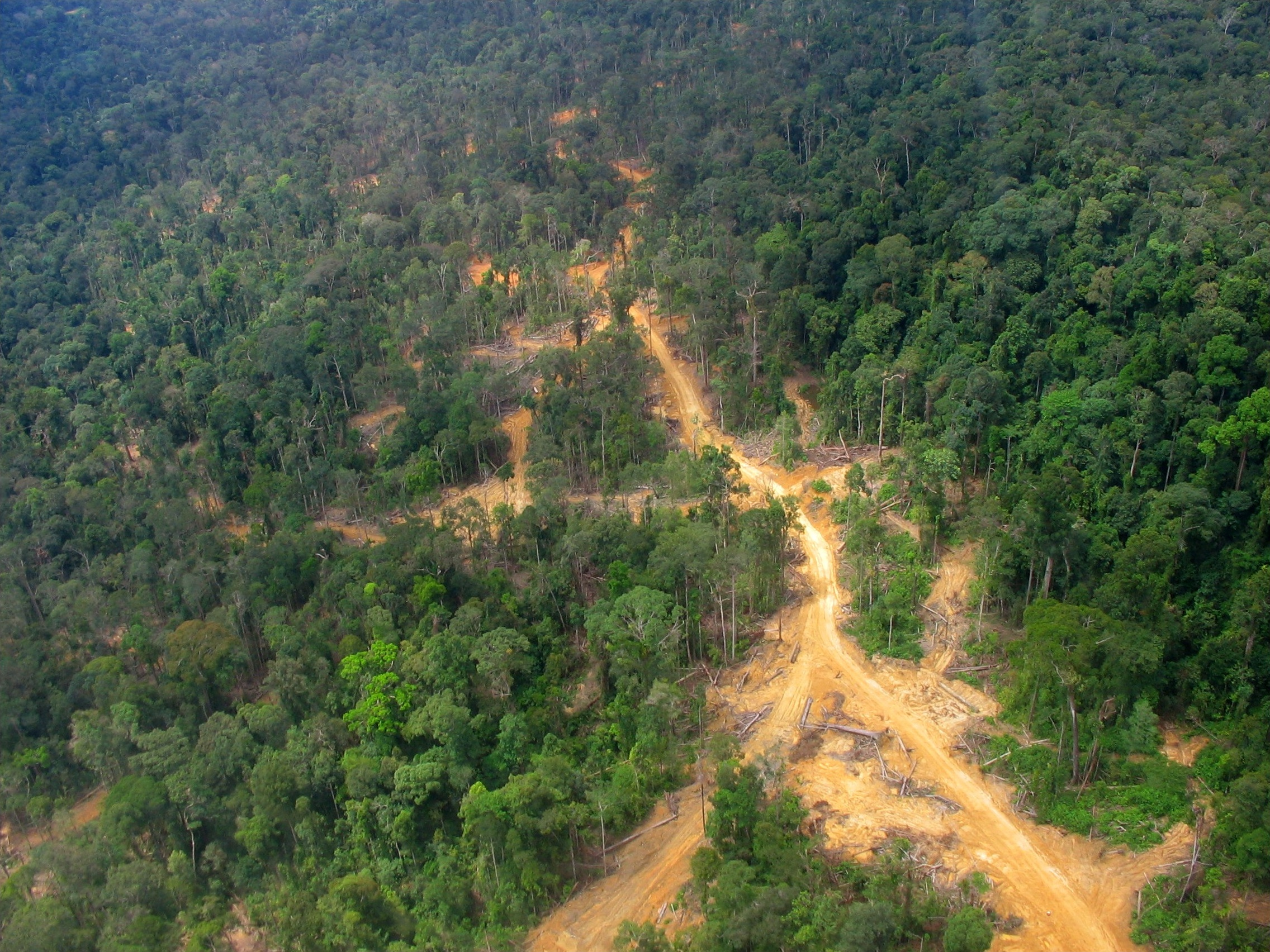
Pista forestal e impactos en Kalimantan Oriental: el bosque talado a la izquierda, el bosque primigenio a la derecha.

Alrededor de un 73 % de la isla se encuentra en territorio indonesio; el nombre indonesio de la isla, Kalimantan, se usa en inglés para referirse al territorio controlado por Indonesia.
Para luchar contra la superpoblación en la isla de Java, el gobierno indonesio comenzó una campaña de transmigración masiva de granjeros pobres y campesinos sin tierras a Borneo en los años setenta y ochenta, para que trabajaran la tierra que quedó sin árboles por la tala; el éxito fue escaso, pues la fertilidad de la tierra desapareció con los árboles, y el suelo que queda se va con las lluvias torrenciales del trópico.
El Proyecto mega-arroz (MRP, siglas en inglés) se inició en 1996 en las secciones meridionales de Kalimantan. El propósito era transformar un millón de hectáreas de bosque pantanoso de turba escasamente poblado e "improductivo" en arrozales en un esfuerzo por aliviar la progresiva escasez alimentaria de Indonesia. El gobierno hizo una gran inversión construyendo canales de irrigación y eliminando árboles. El proyecto no tuvo éxito, y con el tiempo se abandonó, dejando como herencia un gran daño al medio ambiente.
El bosque pantanoso de turba en el sur de Kalimantan es un medio inusual ecológicamente, pues es el hogar de muchas especies animales raras o únicas, como los orangutanes, o valiosos árboles de crecimiento lento. El bosque pantanoso de turba es un ecosistema dual, con diversos árboles tropicales alzándose sobre una capa de 10–12 m de turba —material botánico parcialmente corrompido y anegado de agua— que a su vez cubre un suelo relativamente infértil. La turba es un gran almacén de carbono. Si se rompe y se quema contribuye a las emisiones de CO2, consideradas una fuente del calentamiento global.

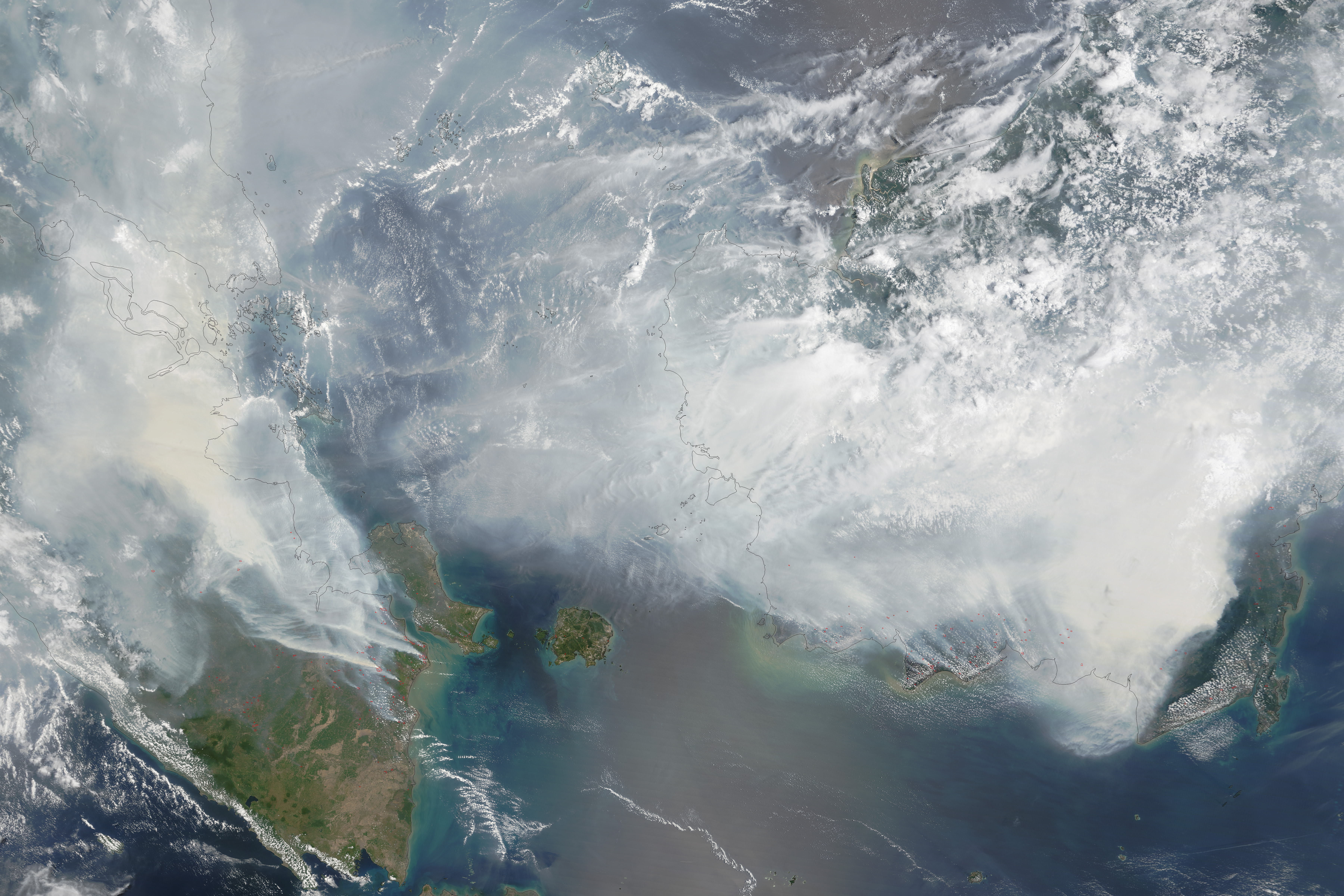
Una imagen de satélite obtenida por la NASA que muestra la extensión de la calina del Sudeste asiático 2015 el 24 de septiembre de 2015.

Los canales de agua, y las carreteras y ferrocarriles construidos para la tala legal, abrieron la región a la tala ilegal. En la zona MRP, la cubierta boscosa cayó de 64,8% en 1991 a 45,7% en 2000, y desde entonces, el terreno ha seguido clareando. Parece que casi todos los árboles susceptibles de comercialización ya han sido eliminados de las zonas por las que se extendía el MRP.
Resulta que los canales, más que irrigar los bosques de turba, los secaron. Allí donde los bosques se inundaban hasta 2 metros de profundidad en la estación de las lluvias, ahora su superficie está seca durante todo el año. El gobierno, por tanto, ha abandonado el MRP, pero su turba reseca es vulnerable al fuego que se produce a una escala más amplia.
Después de la desecación, los fuegos devastaron la zona, destruyendo el resto de bosque y vida salvaje que quedaba junto con la nueva agricultura, llenando con un humo denso y calina los cielos de Borneo y países vecinos, y liberando enormes cantidades de CO2 en la atmósfera. La destrucción tuvo un gran impacto negativo sobre la vida de las gentes de la región. Causó graves problemas relacionados con el smog entre medio millón de personas, que sufrieron problemas respiratorios.
La destrucción del bosque de turba está causando contaminación por ácido sulfúrico en los ríos. En las temporadas de lluvia, los canales descargan agua acidificada con un alto porcentaje de sulfato pirítico en ríos hasta 150 km corriente arriba desde la desembocadura. Este puede ser un factor que contribuye a un descenso de la pesca.
Un estudio conjunto realizado en el año 1998 por el Reino Unido e Indonesia sobre la industria maderera indonesia en su conjunto, sugiere que alrededor del 40 % de la producción total de madera era ilegal, con un valor en exceso de 365 millones de dólares. Cálculos más recientes, comparando la tala ilegal frente a las cifras de consumo doméstico más exportación, sugiere que el 88 % de la tala en el país es ilegal de una u otra forma. Malasia es el país clave para el tráfico de productos de madera talada ilegalmente de Indonesia.

## Tala

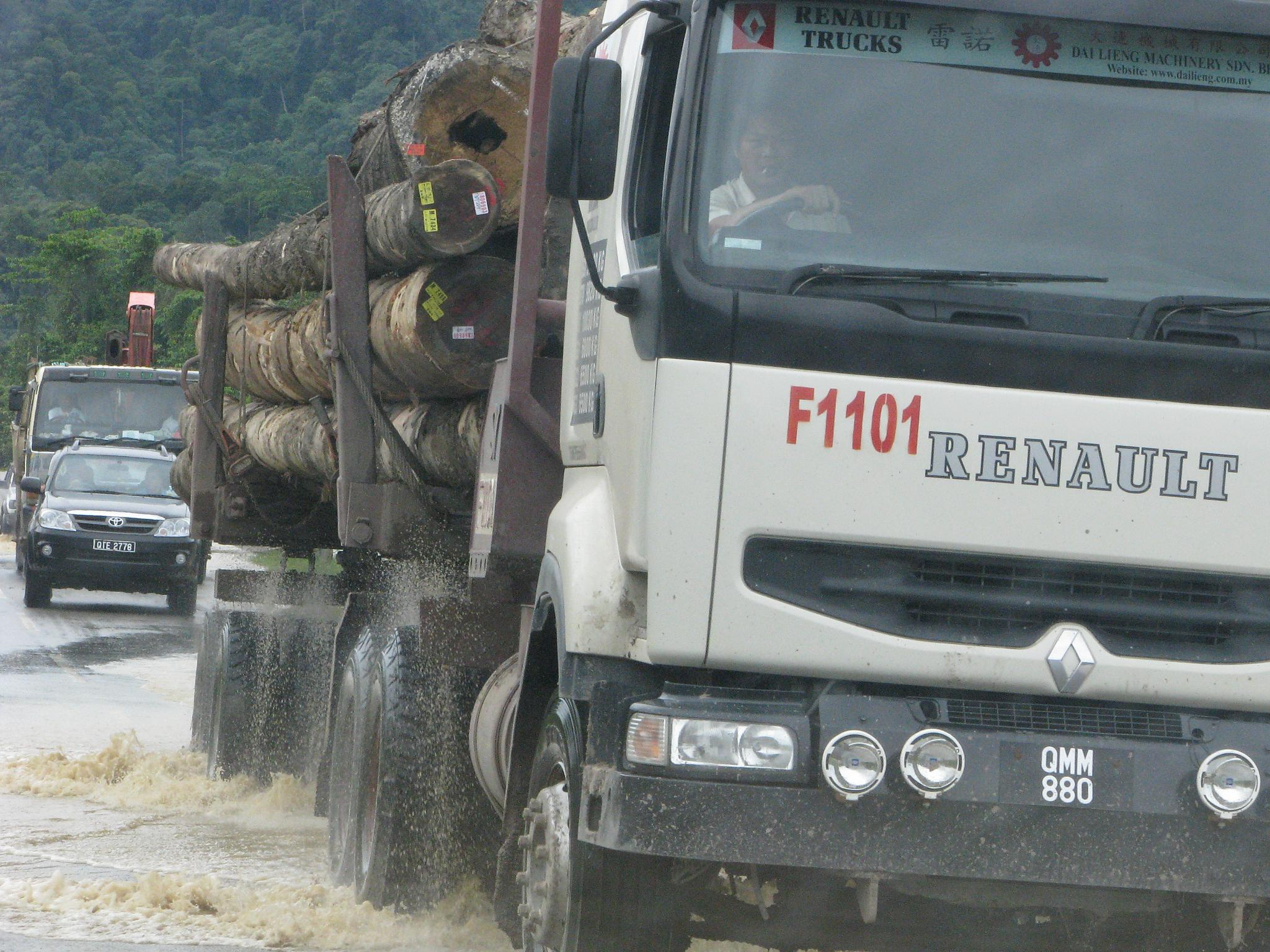
Un camión de tala en Sarawak, Borneo.

La deforestación en Borneo fue tradicionalmente baja, debido a lo poco fértiles que son sus suelos (en comparación con las islas circundantes), el clima desfavorable y las enfermedades. La deforestación comenzó a mediados del siglo XX con el establecimiento de plantaciones de caucho, aunque su impacto fue limitado. La tala industrial creció en los años setenta, cuando Malasia agotó sus bosques peninsulares y el anterior presidente de Indonesia, Suharto, distribuyó amplias zonas de bosque para consolidar relaciones políticas con los generales del ejército. Así, la tala se amplió significativamente en los años ochenta, con pistas forestales proporcionando acceso a tierras remotas para colonizadores y desarrollistas.
Al mismo tiempo, el programa gubernamental de transmigración en Indonesia tuvo su apogeo y envió a más de 18,000 personas al año durante una década para que se establecieran en Kalimantan. Estos migrantes, en su mayoría jóvenes pobres que carecían de tierras en las apiñadas islas centrales de Java y Bali, fueron colocados por el gobierno en tierras que a menudo eran inadecuadas para la agricultura tradicional. Al no poderse mantener de la agricultura, muchas de estas personas ingresaron a trabajar a las empresas madereras.
La tala en Borneo en los años ochenta y noventa ha sido de la más intensiva que ha visto nunca el mundo, con 60–240 metros cúbicos de madera cortados por hectárea frente a los 23 metros cúbicos por hectárea del Amazonas. Según Curran, durante ese tiempo se exportó más madera de Borneo que de Sudamérica y África juntas. En Kalimantan, alrededor del 80% de las tierras bajas se volvieron concesiones de tala, incluyendo la práctica totalidad de sus manglares. A finales de los años ochenta, quedó claro que Indonesia y Malasia se enfrentaban a un problema de crisis maderera debido a la sobreexplotación. La demanda de los aserraderos era mayor que la producción, tanto en Malasia como en Indonesia.

## Incendios
La mayor parte de los incendios de Borneo son intencionados para despejar el terreno. Mientras el gobierno de Indonesia ha culpado históricamente a los agricultores sobre cenizas a pequeña escala de los incendios, World Wildlife Fund señala que el mapeo por satélite ha revelado que el desarrollo comercial para conversión de la tierra a gran escala – en particular plantaciones de aceite de palma– fue la causa principal de los infames incendios de 1997–1998. Aún hoy (2015) se provocan anualmente incendios para despejar el terreno en zonas agrícolas y bosques degradados. En condiciones de aridez, estos incendios fácilmente se extienden a la tierra boscosa adyacente y quedan fuera de control. Además, la frecuencia e intensidad de los incendios están causando tensiones políticas en la región. Los países vecinos, en particular Malasia y Singapur, acusan a Indonesia de no ser capaz de controlar el fuego. A su vez, Indonesia acusa a empresas malayas de provocar muchos de los incendios para despejar el terreno.
De esto se deduce la necesidad de un manejo sostenible de los recursos forestales, algo que no queda sólo en manos de Indonesia o Malasia. Unos pocos países, con una gran deuda externa, que contienen la mayor parte de la pluvisilva que queda en la Tierra, no pueden responsabilizarse de proporcionar este bien global ellos solos. La protección de la pluvisilva es un esfuerzo colectivo.

## Reforestación
Recientemente ha logrado cierto éxito un proyecto de reforestación en Kalimantan Oriental. La Fundación para la supervivencia del orangután de Borneo (BOS), creada por el doctor Willie Smits, compró alrededor de 2.000 hectáreas de tierra degradada y deforestada en Kalimantan Oriental que ha padecido tala mecánica, sequía y graves incendios y estaba cubierta con hierba alang-alang (Imperata cylindrica). La intención era restaurar la pluvisilva y proporcionar refugio seguro a los orangutanes rehabilitados mientras que, al mismo tiempo, se proporcionaba una fuente de ingresos a la población local. Al proyecto se le dio el nombre de Samboja Lestari, que se puede traducir aproximadamente como "la conservación perpetua de Samboja". 1°2′44″S 116°59′15″E / -1.04556, 116.98750 La reforestación y la rehabilitación forman el núcleo del proyecto, con cientos de especies indígenas plantadas. Para mediados del año 2006 se habían plantado más de 740 especies arbóreas diferentes.